# Вертен, Оршойя
Оршойя Вертен (венг. Vérten Orsolya, род. 22 июля 1982 в Будапеште) — бывшая венгерская гандболистка, призёр чемпионата мира и Европы в составе сборной Венгрии. Дважды признавалась лучшей гандболисткой года в Венгрии (2008, 2009).
Завершила карьеру в 2015 году.

## Достижения

### Клубные
- Чемпионат Венгрии:
  - Чемпионка: 2005, 2006, 2008, 2009, 2010, 2011, 2012
  - Серебряный призёр: 2004, 2007
  - Бронзовый призёр: 2002, 2003
- Кубок Венгрии:
  - Победительница: 2005, 2006, 2007, 2008, 2009, 2010, 2011, 2012
  - Финалист: 2002, 2004
- Лига чемпионов ЕГФ:
  - Финалистка: 2009, 2012
  - Полуфиналистка: 2007, 2008, 2010, 2011
- Кубок обладателей кубков ЕГФ:
  - Финалистка: 2006
  - Полуфиналистка: 2003
- Кубок ЕГФ:
  - Финалистка: 2002, 2004, 2005

### В сборной
- Чемпионат мира по гандболу среди женских молодёжных команд:
  - Серебряный призёр: 2001
- Чемпионат мира:
  - Бронзовый призёр: 2005
- Чемпионат Европы:
  - Бронзовый призёр: 2012

### Личные
- Гандболистка года в Венгрии: 2008, 2009
- Лучший левый вингер Олимпийских игр: 2008